# Gmina Kostrzyn
Die Gmina Kostrzyn ist eine Stadt-und-Land-Gemeinde im Powiat Poznański der Woiwodschaft Großpolen in Polen. Ihr Sitz ist die gleichnamige Stadt (deutsch Kostschin) mit etwa 9670 Einwohnern.

## Geographie
Die Gemeinde liegt etwa zehn Kilometer östlich der Stadt Posen. Durch ihren Hauptort führen die Landesstraße DK92 und die Eisenbahnlinie Berlin–Warschau.

## Geschichte
Die Gemeinde gehörte von 1975 bis 1998 zur Woiwodschaft Posen. Ihre  Vorgänger gehörten bis 1975 zum Powiat Średzki. 

## Gliederung
Zur Stadt-und-Land-Gemeinde Kostrzyn gehören neben der Stadt selbst 20 Dörfer (deutsche Namen bis 1945) mit einem Schulzenamt.
| Brzeźno (Briesen) Czerlejnko (Klein Scheringen) Czerlejno (Scheringen) Drzązgowo (Zitterau) Glinka Duchowna (Deutscherde, älter auch Geistlich Glinke) Gułtowy (Gulten) Gwiazdowo Iwno (Weidensee) Jagodno (Beerendorf) Siedlec (Schultz) | Siedleczek (Heimdorf) Siekierki Wielkie Skałowo Sokolniki Drzązgowskie (Sokolniki, 1939–1945 Falkenrode) Strumiany (Klein Ernsthof) Tarnowo (Schlehen) Trzek (Deutscheck) Węgierskie (Wengersheim) Wiktorowo Wróblewo |

Weitere kleinere Ortschaften der Gemeinde sind
| Antonin Buszkówiec Chorzałki Glinka Szlachecka (Adlig Glinke) Klony (Neigendorf) Leśna Grobla | Libartowo (Wenigerhofen) Ługowiny Rujsca Sanniki (Schlittenbach) Siekierki Małe (Axtfelde) Sokolniki Klonowskie |